# Sadovnictví

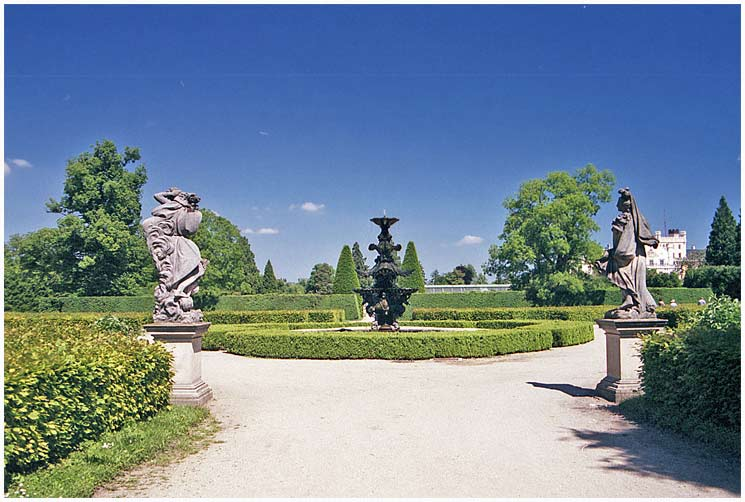
Pravidelná sadovnická úprava zámeckého parku v Lednici

Sadovnictví je odvětvím zahradnictví zabývající se studiem a pěstováním okrasných dřevin a rostlin používaných pro jejich estetický účinek, vytvářením zdravých a příjemných podmínek životního prostředí člověka pomocí zeleně a údržbou takovýchto kompozic. Plánovitě tvořené sadovnické úpravy jsou někdy součástí velkých urbanistických celků. Pojem sadovnictví často označuje soubor oborů týkající se okrasných rostlin od školkařství přes zahradní architekturu, realizaci návrhů až po údržbu zeleně.
Použití termínu sadovnictví pro plánování zahrad je však některými odborníky považováno za chybu, ovšem odborní pracovníci a pedagogové a tím spíše neodborná veřejnost, nedokáží prosadit a shodnout se na přesné terminologii označení pro zahradnické úpravy zeleně ani na územích ležících mimo hranice ČR. Do konce 20. století byl rozšířen mezi veřejností pojem sadovnictví (také sadařství, sadař) ve významu výsadby a údržby ovocných sadů, ale termín je od poloviny 20. století vyhrazen okrasným úpravám. Na začátku 21. století platí, že ačkoliv v oborech které lze pojímat pod zastřešující termín sadovnictví lze pěstovat a plánovat výsadby ovocných dřevin pro okrasu, pěstováním ovocných dřevin pro ovoce se zabývá jiný obor zahradnictví, ovocnářství.
Sadovnický odborník, zahradník, musí dokonale znát jak celý sortiment rostlin, s jejich nároky, chorobami a možnostmi použití, chápat ekologické vztahy v krajině, pravidla estetiky a kompozice sadovnické úpravy, které odpovídají historickému vývoji místa a musí ovládat znalosti vývoje zahrad či stylu i pomíjivé módní trendy, dokáže vnímat genius loci, stejně jako vyhovět požadavkům a rozmarům zadavatele, musí být schopen výtvarného projevu a rozvržení svých představ ve shodě se zadavatelem a možnostmi údržby do plánovitých, technicky proveditelných, posloupných zásahů a to vše v rámci zpravidla omezeného rozpočtu. Znalosti uvedených věd k provedení těchto úkonů, od botaniky, přes znalosti stavebnictví a ekonomiku údržby, shrnuje sadovnictví. Sadovnické práce někdy provádějí firmy které se zabývají stavebnictvím nebo úklidy. 
Sadovnictví se vyučuje, jako součást učebního oboru zahradník a středních odborných školách s tímto zaměřením. Sadovnictví je jako obor architektury rozvíjeno na zahradnické fakultě vysoké školy zemědělské, jako je v ČR Mendelova zemědělská a lesnická univerzita, kde se nachází i obor zahradní architektura (také krajinářská architektura). Mnoho absolventů učebního oboru zahradnictví a zahradnické fakulty se po ukončení studia nikdy nevěnuje zahradnické praxi a část jen krátce.

## Zahradní slohy
Vlivem společnosti, její kulturní vyspělosti a klimatických podmínek se časem ustálily různé estetické znaky zahrad a parků, podle nichž je třídíme na různé zahradní slohy. Z velkého množství zahrad a parků z různých dob a zemí můžeme rozdělit zahradní slohy na dvě odlišné skupiny, které se projevují až do současnosti – slohy pravidelné a nepravidelné.

## Skladba
Skladbou rozumíme v sadovnictví takový způsob uspořádání všech použitých prvků podle estetických zásad, při němž jsou jednotlivé části skladby ve správném vzájemném poměru a řádu (opakování, následnost, rovnováha) a zároveň tvoří jednotný celek logický, hospodářský, etický a estetický.

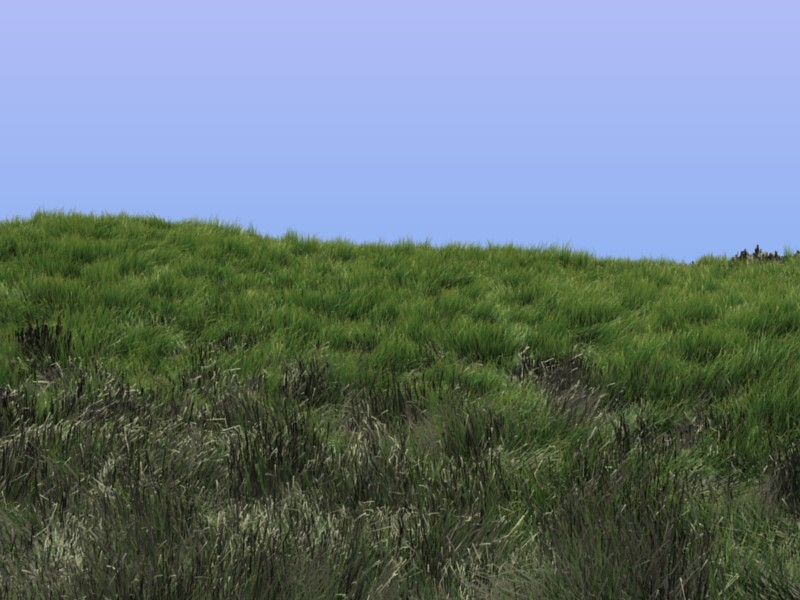
Model travnaté planiny připravený v programu Blender.

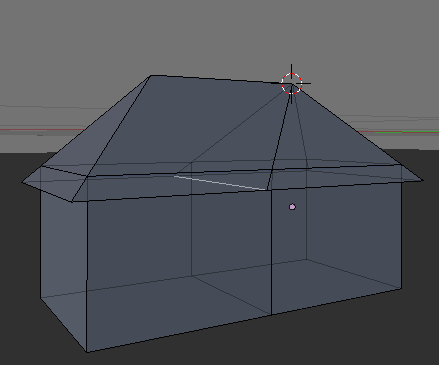
Prostorové objekty a atmosféru prostředí v modelovacích programech lze snadno velmi detailně modifikovat.

## Projektová studie
První náčrt plošného i výškového uspořádání celé sadovnické úpravy bývá nazýván projektovou studií. Jsou v ní navrženy řešení použitých prvků – cesty, aleje, altány, pergoly, trávníky, záhony, živé ploty, stromy, keře, květiny a jiné architektonické doplňky. Tento náčrt bývá často proveden ve více různých variantách. Tyto studie jsou pak ve shodě s přáním zákazníka i vícekrát upraveny a z nich je jedna varianta během přípravné fáze vybrána k realizaci.
Zahradní architekti studii zahrady často připravují i formou vizualizace zahrady 3D. Vizualizace zahrady lze mimo kreseb, náčrtů, koláží nebo úprav v grafických editorech vytvářet také pomocí počítačových programů, kterými lze přímo modelovat dané situace. Metody vizualizací jsou si rovnocenné, při výběru metody záleží na přání zákazníka a zvyku či schopnostech architekta.
V ČR jsou k pro přípravu projektu sadovnických výsadeb k dispozici profesionální programy jako Realtime Landscaping Architect 2013 a Realtime Landscaping Photo 2013 od americké firmy IDEA Spectrum. Lze také využít český program Sadovnická Projekce vytvořený Karlem Rysem za podpory Střední zahradnické školy v Mělníku.
Samozřejmostí je možnost použití programů umožňující počítačové modelování jako 3D Studio MAX, Blender, Cinema 4D, Rhinoceros 3D, Maya, SketchUp a dalších. Tyto programy obvykle umožňují velmi detailně pracovat s prokreslenými a úpravami jednotlivých objektů, textur a prostředí a jejich animacemi, avšak v základní verzi nejsou přednastaveny modely objektů (stromy, keře…). Kromě tvorby prostorových objektů také obvykle lze velmi jednoduše pracovat s objekty na pozadí fotografie stávající zahrady nebo používat fotografii jako texturu. Podobné úpravy velmi usnadňují interpretaci představy architekta zákazníkům.
Ačkoliv i v uvedených nespecializovaných programech pro počítačové modelování lze pomocí modifikátorů zobrazit navrženou zahradu v různých pohledech, ročních  obdobích, případně i v noci, případně i v delším časovém horizontu, specializované programy tyto změny dokáží prezentovat snadno, textury a objekty jsou přednastaveny. Nevýhodou specializovaných programů je často sterilní, až umělý výstup a u profesionálních verzí poměrně vysoká pořizovací cena. Některé nespecializované programy umožňující také vytváření 3D modelů zahrady, například Blender, jsou zdarma, ale nevýhodou bývají například vysoké nároky na lidskou práci a omezené nebo méně snadno použitelné nástroje tvorby.

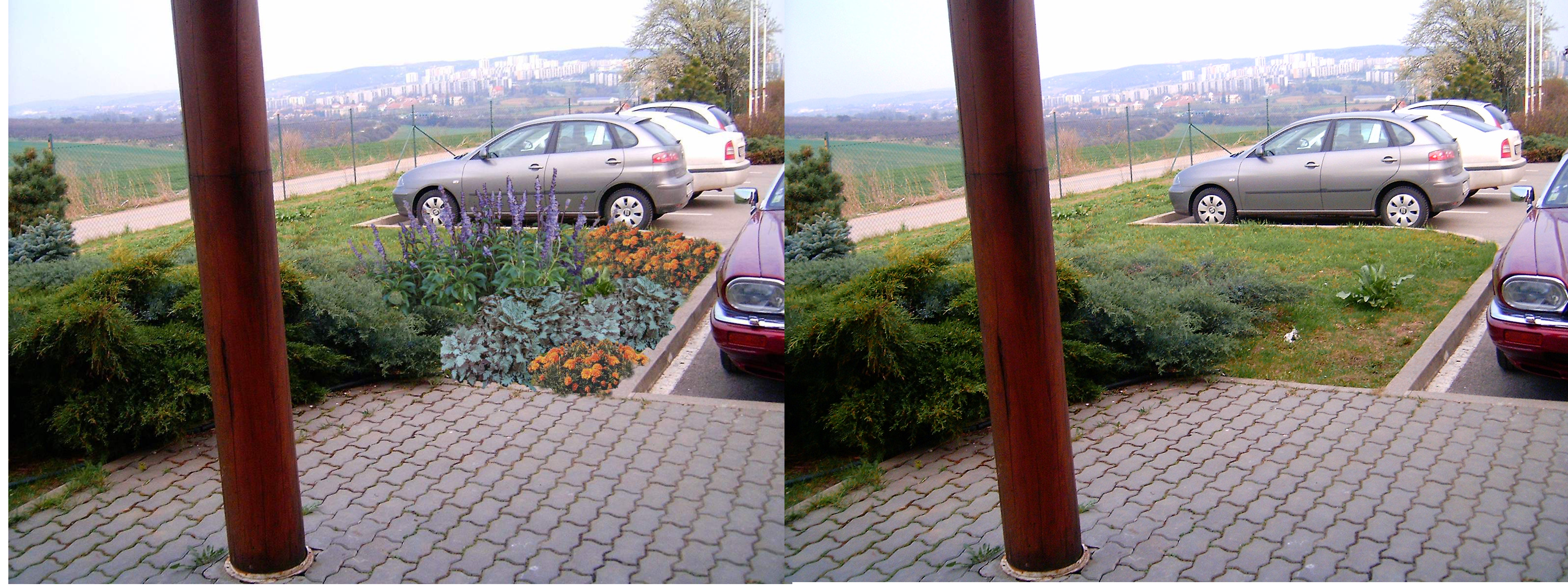
Jednoduchý návrh úpravy, v grafickém editoru

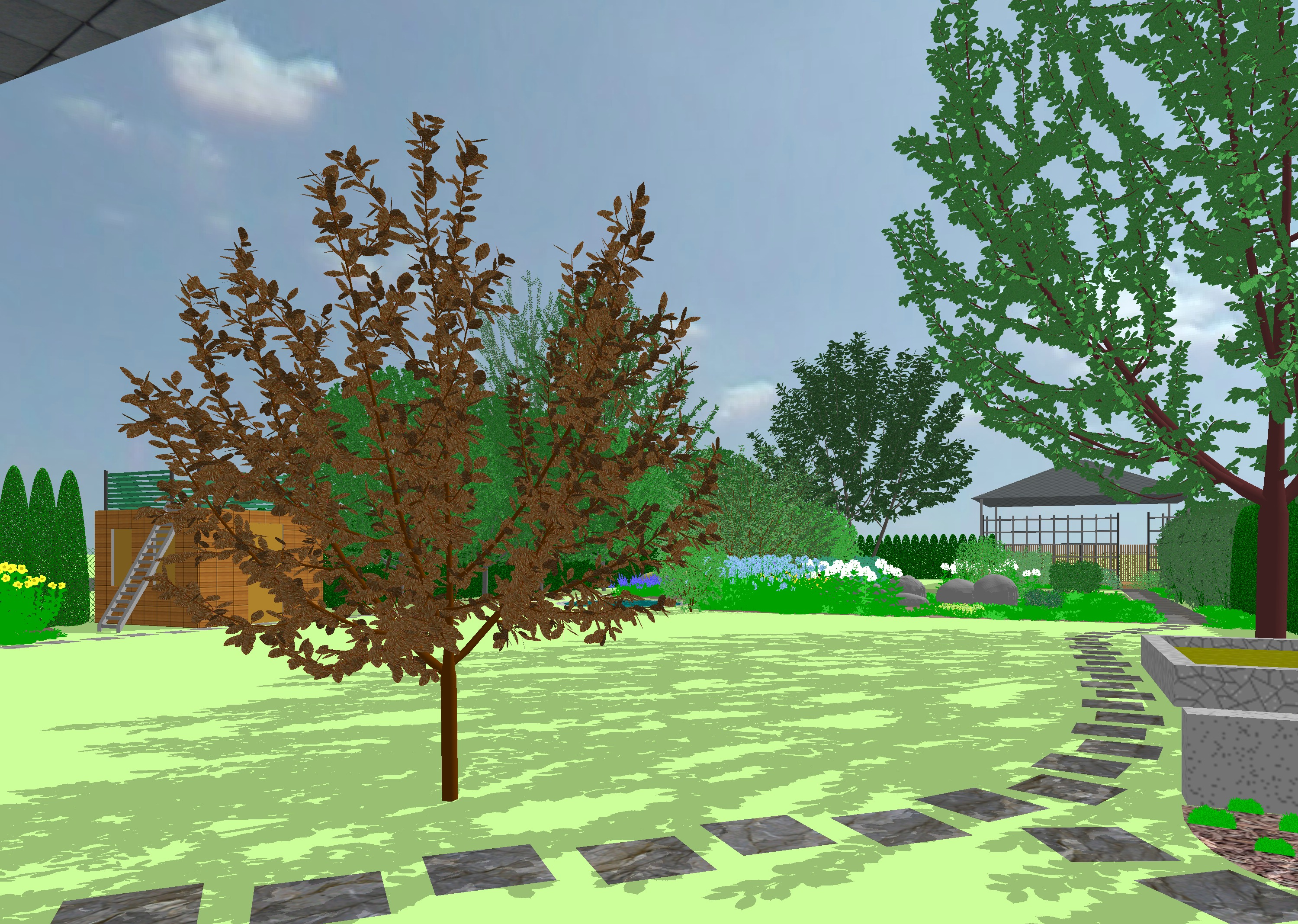
Ukázka vizualizace v programu Sadovnická projekce Karla Rysa.

## Dřeviny a květiny
Podle svých hlavních znaků a sadovnického použití rozdělujeme dřeviny na jehličnany, listnaté stromy, opadavé keře, stálezelené keře a vřesovcovité, popínavé, a jiné okrasné rostliny.
Charakteristikou jednotlivých druhů a jejich úlohou v ekosystému se zabývá dendrologie.

## Urbanistická soustava
Pojmem sadovnických úprav v územním plánování a krajinářskými úpravami většího rozsahu (parky), kdy je charakter krajiny podřízen též hospodářským zájmům (lesy, louky, rybníky, zemědělská půda) se nazývá urbanismus